# Супса (село)
Супса (груз. სუფსა) — село в Грузии. Находится в Ланчхутском муниципалитете края Гурия. Расположено на берегах реки Супса, на высоте 7 метров над уровня моря. Является центром Супсинской сельской общины (села Супса, Ахалсопели, Григолети, Малтаква, Табанати, Чкуни и Хидмагала).
Население села составляет 273 человека по итогам переписи 2014 года. Большинство населения — грузины.

## Инфраструктура и экономика
Супса является селом с довольно развитой инфраструктурой и экономикой. В селе есть месторождения торфа, нефти, развито сельское хозяйство. Через село проходит международная магистраль С12. Также в селе имеется железнодорожная станция Супса (линия Самтредиа — Батуми). В 2011 году в селе компанией HeidelbergCement AG был открыт цементный завод. В ноябре 2010 года Правительство Грузии решило построить в устье реки Супса новый морской порт, который будет в несколько раз больше существующих портов в Батуми и Поти.
Неподалёку от села находится Супсинский нефтяной терминал, который принимает нефть из Азербайджана по нефтепроводу Баку — Супса с последующей загрузкой на нефтеналивные суда при помощи беспричальной загрузки.
В селе имеется средняя школа.